# Zulte (bière)
La Zulte est une marque de bière spéciale flamande à fermentation haute de type vieille brune, conçue par le brasseur Alken-Maes en Belgique. 
De couleur rouge-brun, foncée et limpide, son arôme assez aigre ne renie pas ses origines (oud bruin). Sa saveur est boisée et vineuse ; elle est rafraîchissante avec un faible taux d'alcool en vol. : 4,7 %.